# Stamnoctenis
Stamnoctenis là một chi bướm đêm thuộc họ Geometridae.